# بيرل ريفرز
بيرل ريفرز (بالإنجليزية: Pearl Rivers)‏ هي كاتِبة وشاعرة أمريكية، ولدت في 11 مارس 1843 في مسيسيبي في الولايات المتحدة، وتوفيت في 15 فبراير 1896 في نيو أورلينز في الولايات المتحدة بسبب إنفلونزا.

## وصلات خارجية
- بيرل ريفرز على موقع الموسوعة البريطانية (الإنجليزية)